# 沈旦堡镇
沈旦堡镇，是中华人民共和国辽宁省辽阳市灯塔市下辖的一个乡镇级行政单位。

## 行政区划
沈旦堡镇下辖以下地区：
头台子村、周官堡村、张庄子村、鸭子泡村、马狼征村、韭菜河村、沈旦堡村、小堡村、小树子村、前古城子村、后古城子村、大台村、沟子沿村、前高大人屯村、后高大人屯村和雅拔台村。